# Triumph Trident
La Triumph Trident è una motocicletta prodotta dalla casa motociclistica inglese Triumph dal 1991 al 1998.
Disponibile in due differenti cilindrate da 750 cc o 900 cc, era assemblata a Hinckley.

## Storia e descrizione
La moto è stata lanciata al Salone del motociclo di Colonia del settembre 1990, per poi essere disponibili alla vendita al pubblico nel settembre 1991. 
La Trident utilizza un motore a tre cilindri in linea con specifiche modulari e avente componentistica condivisa con altre moto del costruttore inglese dell'epoca, con caratteristiche comuni tra loro quali doppio albero a camme in testa (DOHC), raffreddamento a liquido e telaio in acciaio. L'architettura modulare del motore garantisce la possibilità di costruire una maggiore varietà di modelli, riducendo al contempo i costi di produzione.
Il telaio tubolare in acciaio ad alta resistenza si basa su quello della Triumph Bonneville T140, con la differenza che l'olio motore ha un serbatoio dedicato. Da fornitori giapponesi provengono svariate parti e componenti, tra cui la Nissin (freni a disco idraulici) e Showa o Kayaba per la forcella telescopica anteriore.
La moto è dotata di un motore a tre cilindri in linea dalla cilindrata di 749 cm³ con sistema di raffreddamento a liquido, che produce una potenza massima di 90 CV e una coppia di 66,6 Nm; il cambio è a sei rapporti con innesti frontali. È anche disponibile con una motorizzazione da 885 cm³.
Nel 1993 alla moto sono state apportate alcune modifiche, tra cui una nuova sella con l'altezza ridotta a 770 millimetri e un ammortizzatore più corto di 12 millimetri con molla più rigida. Inoltre le pedane sono state posizionate più in basso, sono stati modificati gli scarichi per renderli meno rumorosi, la carburazione per ridurre i consumi e migliorarne l'erogazione della coppia. Altre parti soggette a modifiche sono state gli attacchi al telaio della forcella e il cavalletto laterale.